# Kati-Claudia Fofonoff
Kati-Claudia Fofonoff (* 8. Dezember 1947 in Ivalo, Finnland; † 12. Juni 2011) war eine samische Autorin und Übersetzerin aus Finnland. Ihre Texte verfasste sie auf Skoltsamisch und Finnisch.
Manche ihrer Werke wurden in andere nordische Sprachen übersetzt, z. B. Isländisch und Norwegisch. Auf Deutsch erschienen zwei ihrer Gedichte in Übersetzung von Christine Schlosser.

## Werke

### Als Autorin
- Parnasso 2 1982 (Gedichte auf Finnisch)
- Koparat: joulukoparat 1987 (Gedichte auf Finnisch)
- Paatsjoen laulut - Pââšjooǥǥ laulli 1988–1989 (Buch und Kassette auf Finnisch)
- Jânnam muttum nuuʹbbiooʹri 1998 (Gedichte auf Skoltsamisch)
- Vuämm Jeeʹelvueiʹvv. Mainnâz. 2004 (Skoltsaamisch)
- Vanha jäkäläpää 1-2 2005 (CD) (Finnisch)
- Suonikylän poluilta 1-3 2005 (CD) (Finnisch)

### In Anthologien
- Johanna Domokos, Christine Schlosser, Michael Rießler (Hrsg.): Worte verschwinden / fliegen / zum blauen Licht. Samische Lyrik von Joik bis Rap. Übersetzt von Christine Schlosser (= Samica. Band 4). 1. Auflage. Skandinavisches Seminar der Albert-Ludwigs-Universität Freiburg, Freiburg 2019, ISBN 978-3-9816835-3-0 (484 S.).

### Als Übersetzerin
- Antoine de Saint-Exupéry: Uʹcc priinsâž 2000 (Der kleine Prinz auf Skoltsamisch)